# Rabab Abdulhadi
Rabab Ibrahim Abdulhadi (Nablus, Palestina, 1955) es una académica, activista, educadora, editora y directora académica estadounidense nacida en Palestina, en el seno de una familia musulmana.Es profesora asociada de Estudios Étnicos, Estudios de Raza y Resistencia, y directora fundadora de Estudios de Etnias y Diásporas Árabes y Musulmanas (AMED) en la Universidad Estatal de San Francisco (SFSU). Es una figura política controvertida, en parte debido a cuestiones políticas más allá de su campo de estudio.

## Trayectoria
Rabab Ibrahim Abdulhadi se licenció en 1994 en Estudios de la Mujer de Hunter College de Nueva York, seguido de una Maestría en Artes (MA) en 1995. Obtuvo un Máster en Filosofía en 1998 y un Doctorado en Filosofía y en Sociología, todos de la Universidad de Yale (2000). La tesis de Abdulhadi, dirigida por la asesora Michele Dillon, se tituló "Palestinidad en perspectiva comparada: resistencia inclusiva, ciudadanía excluyente" (2000).
De 2004 a 2006, fue directora fundadora del Centro de Estudios Árabes Americanos y profesora asociada de sociología en la Universidad de Michigan-Dearborn.
En enero de 2007, se incorporó al cuerpo docente de la Universidad Estatal de San Francisco. Desde su contratación, Abdulhadi fue la única docente fija de su departamento, que se fue complementado con estudiantes ayudantes de investigación y académicos visitantes a lo largo de los años. En 2018, Abdulhadi presentó formalmente una demanda y quejas, y afirmó que le prometieron dos puestos docentes en el momento de su contratación.
Abdulhadi ha sido sistemáticamente objeto de críticas por parte de grupos sionistas y proisraelíes como el Centro de Libertad David Horowitz, la Iniciativa AMCHA, Campus Watch y el Proyecto Lawfare. En la Universidad Estatal de San Francisco (SFSU) circularon varias veces carteles que mostraban caricaturas de Abdulhadi de manera despectiva, además de insinuar que estaba involucrada en organizaciones terroristas. En 2017, la Asociación de Estudiantes de la SFSU (ASI), la Unión General de Estudiantes Palestinos (GUPS) y la Unión de Estudiantes Negros (BSU) apoyaron a Abdulhadi y expresaron su decepción por cómo la entonces presidenta de la universidad, Leslie E. Wong, y la policía del campus manejaron los discursos de odio.
En 2017, el alcalde de Jerusalén iba a dar un discurso en el campus de la SFSU y se encontró con protestas estudiantiles. Un grupo de estudiantes judíos acusó a la escuela de alentar el antisemitismo, liderados por Abdulhadi y sus "declaraciones antisionistas". El asunto llegó a los tribunales y en 2018 un juez federal no encontró pruebas de discriminación. Este evento reavivó el debate sobre la libertad de expresión en los campus universitarios y fue noticia a nivel nacional.
En 2019, Abdulhadi fue coanfitriona de una charla por Zoom de la activista política palestina y miembro del Frente Popular para la Liberación de Palestina, Leila Khaled. Zoom, Facebook y YouTube cancelaron las transmisiones en directo del seminario web por razones relacionadas con políticas que prohíben brindar apoyo material o elogiar actos de violencia y terrorismo. El gobierno de Estados Unidos considera al Frente Popular para la Liberación de Palestina una organización terrorista. El suceso de Leila Khaled se sumó al tenso debate informativo nacional sobre los «límites y consecuencias de la libertad de expresión» e hizo que la presidenta de la SFSU, Lynn Mahoney, tuviera que responder sobre su apoyo y/o falta de apoyo al programa de estudios sobre Oriente Medio.

## Publicaciones

### Libros
- Abdulhadi, Rabab; Alsultany, eds. (2011). Arab and Arab American Feminisms: Gender, Violence, and Belonging. Syracuse University Press. ISBN 9780815651239.

### Artículos y capítulos
- Abdulhadi, Rabab (Winter 2005). «Tread Lightly: Teaching Gender and Sexuality in Time of War». Journal of Women's History (Johns Hopkins University Press) 17 (4): 154-158. doi:10.1353/jowh.2005.0040.
- Abdulhadi, Rabab Ibrahim (2009). «Whose 1960s? Gender, Resistance and Liberation in Palestine».  En Dubinsky, Karen; Krull, Scott, eds. New World Coming: The Sixties and the Shaping of Global Consciousness. Between the Lines. ISBN 9781897071519.
- Abdulhadi, Rabab (4 de abril de 2012). «Debating Palestine: Representation, Resistance, and Liberation». Al-Shabaka, The Palestinian Policy Network.
- Abdulhadi, Rabab; Olwan, Dana M. (December 2015). «Introduction: Shifting Geographies of Knowledge and Power: Palestine and American Studies». American Quarterly 67 (4): 993-1006. doi:10.1353/aq.2015.0075.
- Abdulhadi, Rabab Ibrahim (Fall 2018). «Framing Resistance Call and Response: Reading Assata Shakur's Black Revolutionary Radicalism in Palestine». Women's Studies Quarterly (The Feminist Press at the City University of New York) 46 (3): 226-231. doi:10.1353/wsq.2018.0043.